# Francisca Queiroz
Francisca Vaz de Queiroz (Campinas, 4 de setembro de 1979) é uma atriz e escritora, também ex-modelo brasileira.

## Biografia
Nascida em Campinas, no estado de São Paulo, seu pai é empresário, enquanto sua mãe é advogada. Aos 14 anos, começou a fazer cursos de teatro em Campinas, sua cidade natal. Aos 16, foi para São Paulo se especializar mais. Estudou no Conservatorio Carlos Gomes e no Teatro Escola Macunaíma. Depois, chamou a atenção de agências pela altura, sendo convidada para ser modelo.
Por alguns anos trabalhou no Japão e na Coreia dos 16 aos 18 anos como modelo. Porém, abriu mão de carreira internacional e em 2001, aos 19 anos, de volta ao Brasil, decidida a ser atriz, fez a oficina de atores da Globo e depois foi convidada para fazer Os Maias interpretando Ana, uma amante de Carlos Maia, papel de Fábio Assunção e no mesmo ano fez na Rede Record, Roda da Vida. Nos anos seguintes, fez novelas na Globo, Sbt e Record: O Beijo do Vampiro, Marisol. Em teatro, Francisca começou fazendo a peça: Abajur Lilás, em 2001; depois fez: A Falecida, as esquetes de comédia: Luluzinhas e a peça Mãos Dadas.. Mas seu primeiro papel de destaque foi em 2003, na telenovela Agora É Que São Elas no papel da mimada apaixonada Sol, "Muitos falavam que era uma vilã, mas eu não enxergava dessa forma. Ela era muito humanizada", recorda a ariz. A atriz é considerada a versão brasileira de Julia Roberts. Em seguida, iniciou carreira no cinema, a atriz fez: De Passagem (2003), Irmãos de Fé (2004),  5 Mentiras, Os 12 Trabalhos. Em 2005, atuou nas peças Chapéu de Sebo e Os Justus com direção de Moacyr Góes. Em 2006, atuou na novela teen Malhação no papel de Vitória Vilela, uma doce professora de literatura, paraplégica, que trazia à tona as dificuldades enfrentadas por deficientes físicos, das barreiras de acessibilidade ao preconceito de empregadores. Fez par com diretor do colégio, Adriano, papel de Daniel Boaventura.
Em 2007, retornou para Record e fez algumas novelas e séries, como a dissimulada Alexandra, antagonista de Amor e Intrigas, em 2009, protagonizou  seu primeiro papel na TV na série A Lei e o Crime, como Catarina Laclos, uma mulher milionária da alta sociedade, que depois da morte do pai decide tornar-se delegada de polícia para combater o crime organizado. Em dezembro, entra para reta final da novela Poder Paralelo como a moderna Antônia, que propõe relação a três com seu ex-marido Rafael e a namorada dele, Maura. Em 2011, atuou no longa As Doze Estrelas como Norma Padrão, representante do signo de Virgem. Em 2014, na minissérie Plano Alto Em 2016, estreia na segunda temporada da novela Os Dez Mandamentos - Nova Temporada interpretando a sanguinária Rainha Elda, uma mulher sedutora, amargurada e vingativa, sendo uma das vilãs da trama, entre outras. Em 2018, protagonizou o filme Dano Moral do diretor Marcos Pimenta.
Em 2020, após alguns anos afastada da televisão, é convidada para um papel de destaque na telenovela bíblica Gênesis da Record TV, na qual surge na pele da feiticeira Semíramis, uma mulher capaz de possuir um amor doentio e quase incestuoso por seu filho, e também com uma grande sede de poder e ambição se intitula deusa, ganhando muitos seguidores e cometendo diversas atrocidades, sendo a principal vilã de uma das fases da trama.

## Filmografia

### Televisão
| Ano  | Título               | Papel                                    | Notas                                   |
| ---- | -------------------- | ---------------------------------------- | --------------------------------------- |
| 2001 | Os Maias             | Ana                                      |                                         |
| 2001 | Roda da Vida         | Beatriz (Bia)                            |                                         |
| 2002 | O Beijo do Vampiro   | Elvira                                   |                                         |
| 2002 | Marisol              | Camila Linhares                          |                                         |
| 2003 | Agora É Que São Elas | Maria da Soledade Ramos Zabelheira (Sol) |                                         |
| 2004 | Da Cor do Pecado     | Carla                                    | Episódios: "21–24 de junho"             |
| 2004 | Metamorphoses        | Ana Valentina                            |                                         |
| 2005 | A Diarista           | Pretendente de Fagundes                  | Episódio: "Aquele do Anão"              |
| 2005 | Tecendo o Saber      | Patrícia                                 | Episódio: "28 de dezembro"              |
| 2006 | Malhação             | Vitória Vilela                           |                                         |
| 2007 | Minha Nada Mole Vida | Grace                                    | Episódio: "Silvana? Jogadora?"          |
| 2007 | Amor e Intrigas      | Alexandra Prado Guimarães                |                                         |
| 2009 | A Lei e o Crime      | Delegada Catarina Laclos                 |                                         |
| 2009 | Poder Paralelo       | Antônia Valentim Cortéz                  |                                         |
| 2012 | Máscaras             | Flávia Mattos                            |                                         |
| 2014 | Pecado Mortal        | Valéria                                  | Episódios: "27 de fevereiro–4 de março" |
| 2014 | Milagres de Jesus    | Ruth                                     | Episódio: "O Endemoniado de Gerasa"     |
| 2014 | Plano Alto           | Maria Luisa                              |                                         |
| 2016 | Os Dez Mandamentos   | Rainha Elda                              |                                         |
| 2021 | Gênesis              | Semíramis                                |                                         |
| 2022 | Reis                 | Ainoã, Rainha de Israel                  |                                         |
| 2023 | Travessia            | Vera Vidal                               | Episódios: "14 de abril–5 de maio"      |
| 2024 | A Rainha da Pérsia   | Artemísia                                |                                         |
| 2025 | A Vida de Jó         | Azenate                                  |                                         |

### Cinema
| Ano  | Título                      | Papel              | Nota           |
| ---- | --------------------------- | ------------------ | -------------- |
| 2003 | De Passagem                 | Paquera do Trem    |                |
| 2004 | Irmãos de Fé                | Teodora            |                |
| 2006 | Os 12 Trabalhos             | Francisca          |                |
| 2006 | 5 Mentiras                  | Enfermeira         | Curta-metragem |
| 2011 | As Doze Estrelas            | Norma Padrão       |                |
| 2016 | Milagres de Jesus - O Filme | Ruth               |                |
| 2019 | Dano Moral                  | Katarina Kovalenko |                |

## Teatro
| Ano  | Título         |
| ---- | -------------- |
| 2001 | Abajur Lilás   |
| 2001 | Metamorfose    |
| 2002 | A Falecida     |
| 2003 | Luluzinhas     |
| 2004 | Mãos Dadas     |
| 2005 | Chapéu de Sebo |
| 2005 | Os Justus      |

## Prêmios e indicações
| Ano  | Prêmio                | Categoria              | Trabalho | Resultado |
| ---- | --------------------- | ---------------------- | -------- | --------- |
| 2003 | Prêmio Contigo! de TV | Melhor Atriz Revelação | Marisol  | Venceu    |

### Enquetes digitais
| Ano  | Prêmio                             | Categoria                     | Trabalho                            | Resultado | Ref    |
| ---- | ---------------------------------- | ----------------------------- | ----------------------------------- | --------- | ------ |
| 2016 | Prêmio Melhores do Ano – Record TV | Melhor Atriz no Papel de Vilã | Os Dez Mandamentos - Nova Temporada | Indicado  | [ 16 ] |